# Sjösjön, Närke
Sjösjön är en sjö i Askersunds kommun i Närke och ingår i Motala ströms huvudavrinningsområde. Sjön har en area på 0,464 kvadratkilometer och ligger 129,5 meter över havet. Sjön avvattnas av vattendraget Bronaån.

## Delavrinningsområde
Sjösjön ingår i det delavrinningsområde (653787-144362) som SMHI kallar för Inloppet i Anten. Medelhöjden är 155 meter över havet och ytan är 22,34 kvadratkilometer. Det finns inga avrinningsområden uppströms utan avrinningsområdet är högsta punkten. Bronaån som avvattnar avrinningsområdet har biflödesordning 4, vilket innebär att vattnet flödar genom totalt 4 vattendrag innan det når havet efter 170 kilometer. Avrinningsområdet består mestadels av skog (65 procent) och jordbruk (21 procent). Avrinningsområdet har 0,46 kvadratkilometer vattenytor vilket ger det en sjöprocent på 2,1 procent.